# Justin Moss
Justin Trevon Moss (Detroit, 19 giugno 1993) è un cestista statunitense.